# Gaio Sallustio Crispo
(Tacito, Annales, III, 30)
Gaio Sallustio Crispo (in latino Gaius Sallustius Crispus, AFI: [ˈɡaj.jʊs sal.ˈluːs.tɪ.ʊs ˈkrɪs.pʊs]; nelle epigrafi: C·SALLVSTIVS; Amiternum, 1º ottobre 86 a.C. – Roma, 13 maggio 34 a.C.), più semplicemente noto come Sallustio, è stato uno storico, politico e senatore romano del periodo repubblicano.
Proveniente da una famiglia di stirpe plebea (la gens Sallustia) legata alla nobilitas municipale, compì a Roma il cursus honorum, divenendo prima questore, poi tribuno della plebe e infine senatore della res publica. Dopo esser stato cacciato dal Senato per indegnità morale, partecipò alla guerra civile del 49 a.C. tra Cesare e Pompeo, schierato tra le file cesariane. Dopo la sconfitta di Pompeo, Cesare lo ricompensò per la sua fedeltà conferendogli la pretura, riammettendolo in Senato e nominandolo governatore della provincia dell'Africa Nova. Dopo la fallimentare esperienza di governo e a seguito della morte di Cesare, si ritirò dalla vita politica; in questo momento si diede alla stesura di opere a carattere storico, in particolare le due monografie De Catilinae coniuratione e Bellum Iugurthinum, le prime della storiografia latina, e delle Historiae, un'opera di tipo annalistico.
Grazie a queste importanti opere ottenne un'enorme fama ed è annoverato tra gli storici latini più importanti del I secolo a.C. e di tutta la latinitas.

## Biografia

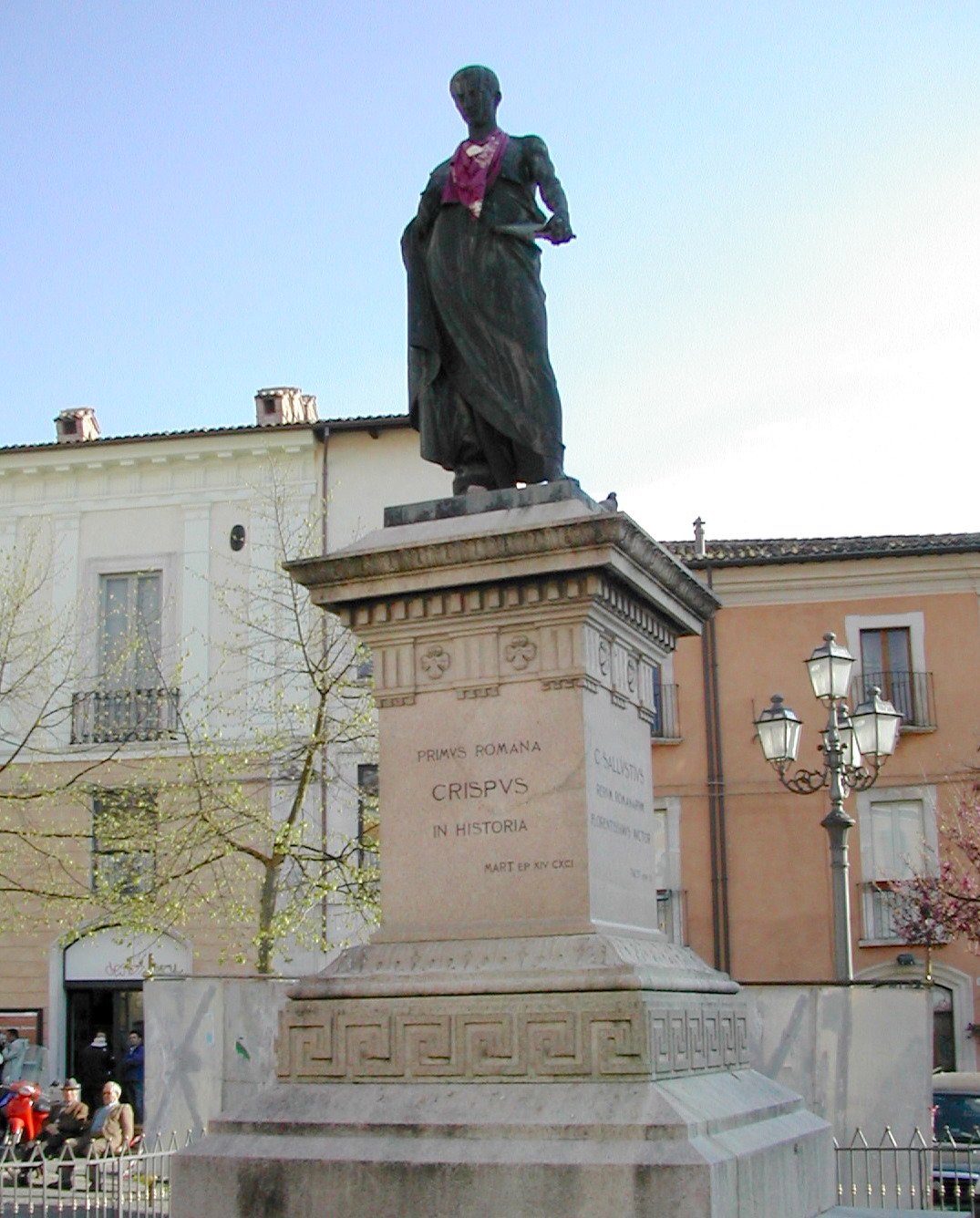
Monumento a Sallustio, situato in Piazza Palazzo all'Aquila

### Gioventù in politica
Poche sono le notizie certe riguardo alla vita di Sallustio; godono di una certa attendibilità la sua data di nascita, le calende di ottobre (il 1º ottobre) dell'anno 86 a.C., e il suo luogo di nascita, Amiternum, un centro sabino del Samnium occidentale. La sua famiglia, probabilmente plebea, ma di condizione agiata e legata alla nobilitas locale, si trasferì poco dopo a Roma, dove egli ebbe modo, come era prassi per i giovani figli della nobilitas municipale, di dedicarsi alla carriera politica.
(Sallustio, De Catilinae coniuratione, cap. 3,3; trad. di L. Piazzi, La congiura di Catilina.)
Si adattò tuttavia ai costumi dell'Urbe, che in seguito criticò aspramente nelle sue monografie con risentimento e rimpianto per i valori antichi (le pristinae virtutes) del popolo romano. In lui però non mancavano una rigorosa tempra morale e delle serie inclinazioni verso la filosofia; in particolare fu attratto dal Neopitagorismo, filosofia allora particolarmente in voga presso i ceti elevati della società romana, e venne in contatto con la scuola neopitagorica di Nigidio Figulo.
Non si possiedono però altre notizie precise di Sallustio relative a questo periodo.

### Homo novus: ilcursus honorum

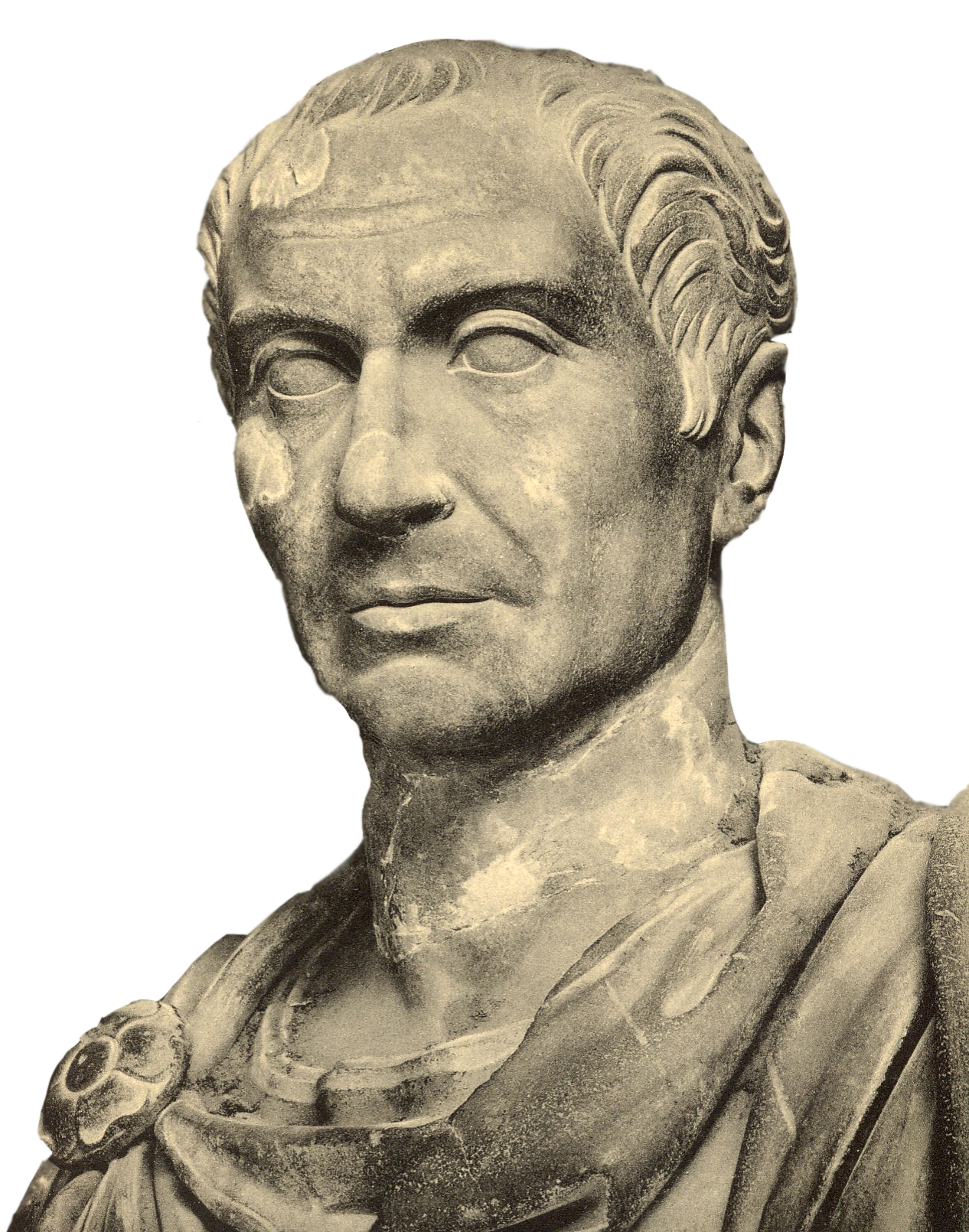
Busto di Cesare in uniforme militare

Nel 54 a.C., Sallustio diede inizio al suo cursus honorum con la carica di questore; la sua carriera politica si rivelò però anomala, in quanto saltò alcune delle tappe principali del cursus honorum. È possibile ipotizzare che, essendo un homo novus, abbia trovato naturale schierarsi col partito dei populares, il cui leader era allora Giulio Cesare, nipote ed erede politico di Gaio Mario. Potrebbe anche aver avuto un rapporto particolare con Marco Licinio Crasso, di cui era forse cliente (cliens): infatti, pur non esprimendo mai un giudizio positivo nei suoi confronti, nel De Catilinae coniuratione traspare il fatto che da lui ricevette delle importanti confidenze.
Nel 52 a.C., ricoprì la carica di tribuno della plebe. Durante il suo tribunato si trovò ad affrontare la grave crisi scoppiata in seguito all'omicidio del tribuno Publio Clodio Pulcro, un appartenente ai populares candidato console per quell'anno. L'assassinio si inquadra nella lunga serie di lotte, spesso con l'uso di bande armate, che coinvolgevano ottimati e popolari, e in uno di questi scontri, più precisamente sulla via Appia, Tito Annio Milone, organizzatore delle bande dei possidenti, uccise Clodio. In un simile clima politico, reso ulteriormente incandescente anche dalle rivendicazioni di Cesare, allora impegnato a reprimere la rivolta di Vercingetorige durante la conquista della Gallia, sulla leadership della factio dei populares, Sallustio si schierò con decisione contro Milone e i suoi sostenitori, tra cui Cicerone.
Al processo per omicidio, Cicerone difese Milone, ma, non riuscendo a pronunciare la sua orazione (in seguito profondamente emendata e pubblicata come Pro Milone) per il tumulto della folla e per il timore che gli incutevano i compagni di Clodio nel foro, Milone venne condannato all'esilio.
Nel 51 a.C. Sallustio divenne senatore, rimanendo sempre un fedele sostenitore di Cesare nella lotta contro Pompeo. Nonostante l'amicizia di Cesare, nel 50 a.C. fu espulso dal Senato probri causa, cioè "per indegnità morale", in quanto aveva commesso adulterio con la moglie di Milone; pare tuttavia trattarsi di una vendetta politica messa in atto da parte dell'oligarchia senatoria, e in particolare da Appio Claudio Pulcro e Lucio Calpurnio Pisone, censori in carica quell'anno e di dichiarata fede pompeiana.

### Capo del partito cesariano e propretore in Africa

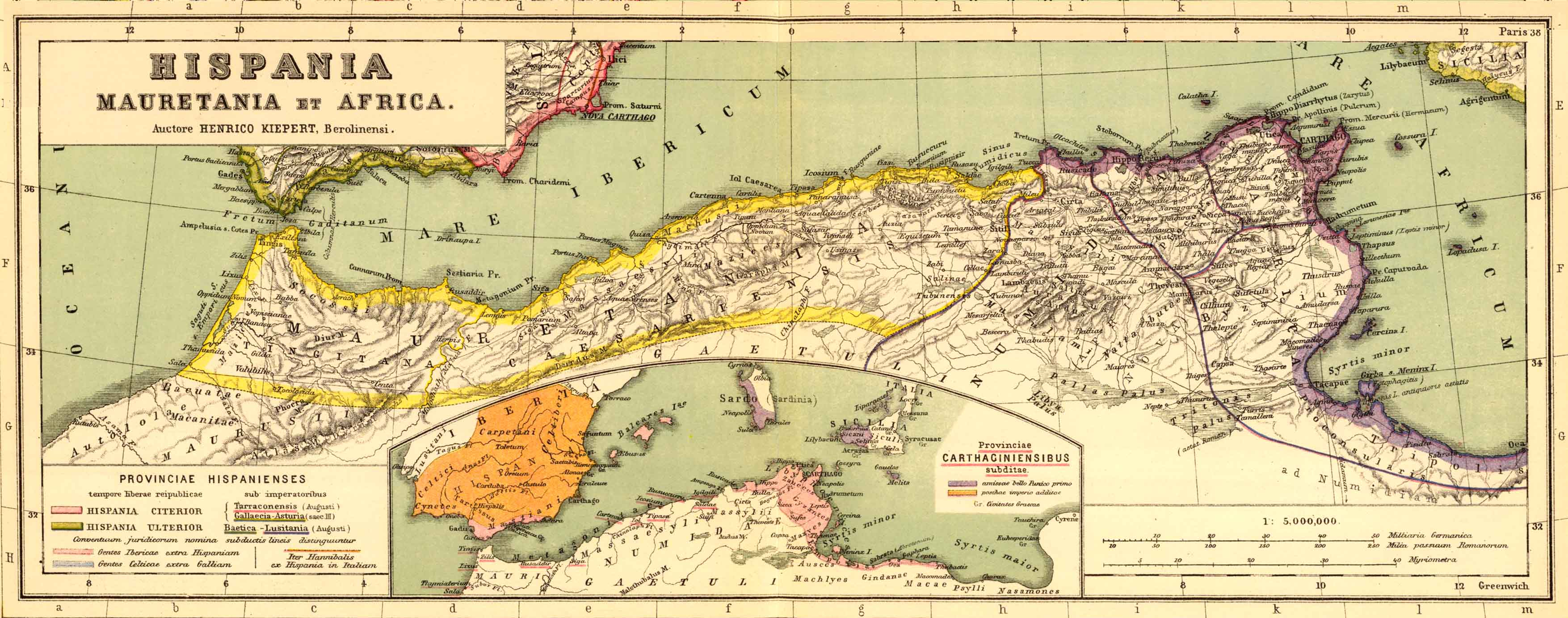
La Numidia, resa provincia dopo la guerra civile col nome di Africa Nova

Subito dopo l'espulsione dal Senato, Sallustio raggiunse Cesare in Gallia, mentre si accingeva a completarne la conquista, e fu al suo fianco nella guerra civile del 49 a.C., durante la quale Sallustio divenne uno dei capi del partito cesariano; lo stesso anno fu riammesso in Senato per intercessione di Cesare (nel 48 a.C.), mentre due anni dopo gli fu assegnata la pretura. Durante il conflitto svolse alcuni importanti incarichi militari, in particolare una fortunata spedizione nel 46 a.C., durante le operazioni in Africa, contro l'isola di Cercina (l'attuale Chergui nell'arcipelago delle isole Kerkennah), presidiata dai pompeiani, allo scopo di derubarli delle riserve di frumento.
Nello stesso anno prese parte alla decisiva battaglia di Tapso; in tale occasione probabilmente diede buona prova di sé, dato che, dopo la sconfitta dei pompeiani, gli fu riconferita la pretura e fu nominato governatore (con il titolo di propraetor) della neonata provincia nordafricana dell'Africa Nova, originatasi dal disfacimento del regno di Numidia. Nei diciotto mesi del suo mandato poté, secondo il malcostume del tempo, arricchirsi a dismisura, impadronendosi delle ricchezze dell'ultimo re numida, Giuba I, e incassando tangenti sugli appalti pubblici. Il suo malgoverno gli valse, al rientro a Roma, l'accusa de repetundis.

### L'abbandono della politica e gli ultimi anni

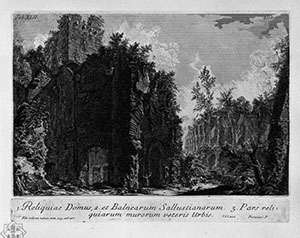
Incisione di Giovanni Battista Piranesi che ritrae gli Horti Sallustiani.

Tornato a Roma nel 44 a.C., con i soldi accumulati durante il suo proconsolato acquistò una proprietà a Tivoli, già appartenuta a Cesare, e si fece costruire nell'Urbe una sontuosa dimora fra il Pincio e il Quirinale nota col nome di Horti Sallustiani ("Giardini sallustiani"), dal nome dei grandiosi giardini (hortus significa infatti giardino) che circondavano il suo palazzo.
Accusato nuovamente di concussione, riuscì con difficoltà a evitare la condanna, ma la sua carriera politica, compromessa da questo episodio, poteva dirsi conclusa. Fu forse lo stesso Cesare a suggerirgli, o a imporgli, il ritiro a vita privata per evitargli un'ulteriore condanna e una nuova espulsione dal Senato.
In seguito sposò Terenzia, ex moglie di Cicerone, dal quale aveva divorziato nel 46 a.C. Nell'ambito familiare, adottò anche il pronipote, la nonna del quale era sorella di Sallustio, che prese anche lui il nome di Gaio Sallustio Crispo; questi, poi, adottò un figlio, Gaio Sallustio Passieno Crispo, console nel 44.
Con la morte di Cesare, avvenuta alle idi di marzo (il 15 marzo) del 44 a.C., ebbe termine la carriera politica di Sallustio. Egli si dedicò allora all'otium privato e alla composizione delle sue opere storiche («verrà maggior vantaggio alla Repubblica dall'ozio mio che dalle attività altrui»): le due monografie De Catilinae coniuratione e Bellum Iugurthinum e le Historiae, rimaste incompiute a causa della sua morte, avvenuta intorno al 35-34 a.C. (probabilmente il 13 maggio del 34), a 52 anni.
In realtà nel proemio del De Catilinae coniuratione Sallustio vuole far credere di aver sempre ritenuto la sua carriera politica come una tormentata fase transitoria prima di giungere al sospirato approdo alla storiografia.
(Sallustio, De Catilinae coniuratione- cap. 4,2; trad. di L. Piazzi, La congiura di Catilina.)
Sta di fatto che in politica non ebbe mai ruoli di primo piano, eccetto il governatorato dell'Africa Nova; non sarebbe azzardato affermare che politicamente abbia fallito. La grande fama, che lo ha reso noto sino ai giorni nostri, gli deriva dalle opere storiografiche.

## Opere

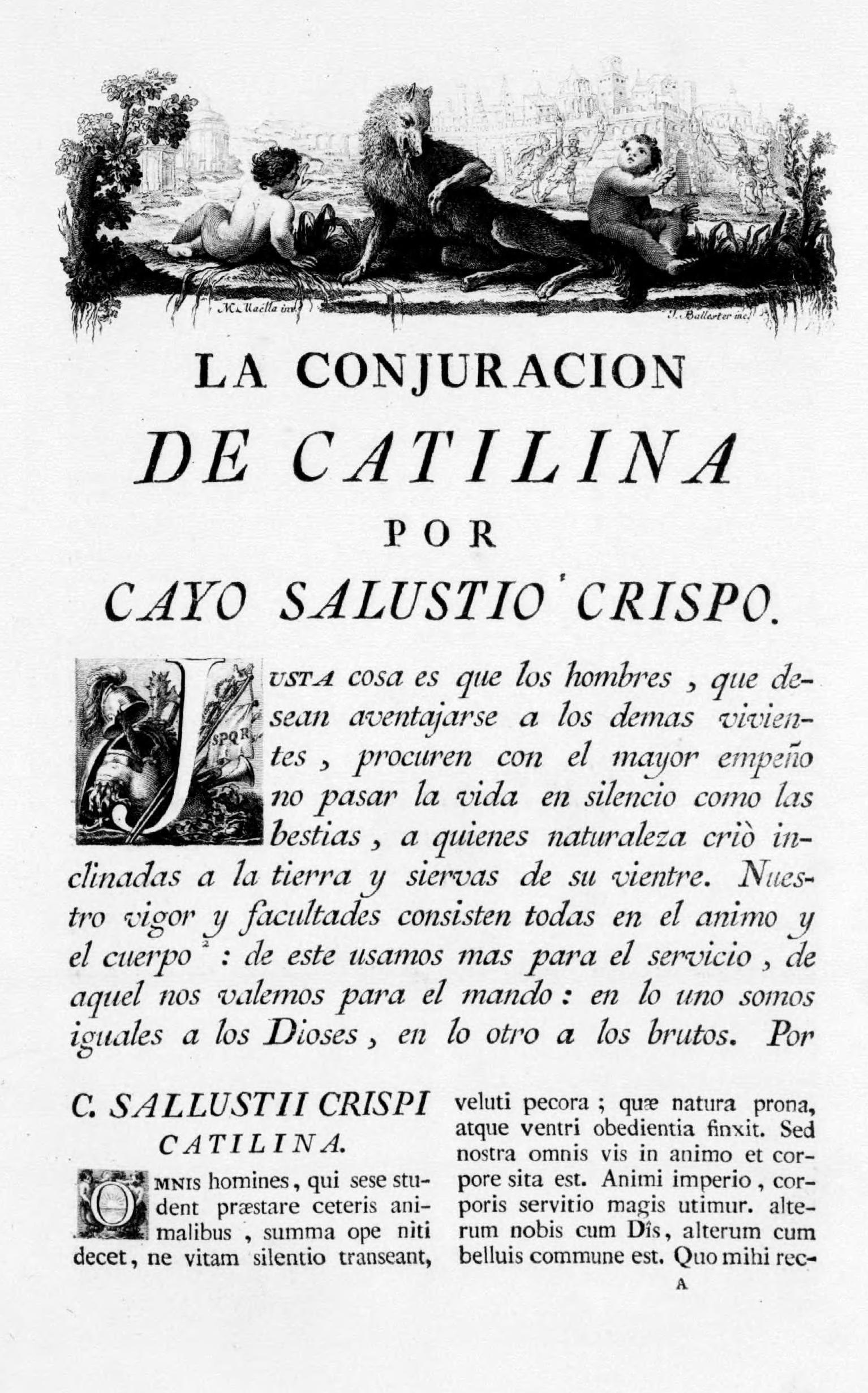
Frontespizio di un'edizione spagnola del Bellum Catilinae ("La conjuraciòn de Catilina"), stampata a Madrid da Joaquín Ibarra nel 1772

Sallustio è autore di importanti opere storiche, tramandate per tradizione diretta dai codici medioevali: le due monografie, il De Catilinae coniuratione e il Bellum Iugurthinum, composte e pubblicate negli anni fra il 43 e il 40 a.C., e le Historiae, di cui restano numerosi frammenti, iniziate intorno al 39 a.C. e rimaste incompiute, che forse dovevano fungere da allaccio tra le due monografie.

Sono state attribuite allo scrittore di Amiternum anche diverse opere considerate oggi apocrife: due Epistulae ad Caesarem senem de re publica, in cui l'autore rivolge a Cesare consigli sul buon governo, e l'Invectiva in Ciceronem, un violento attacco a Cicerone, accusato per la condanna a morte dei catilinari. Entrambe sono probabilmente esercizi scolastici di età posteriore.
Prima dell'esperienza monografica di Sallustio nella storiografia romana, salvo rari casi, la tipologia di opere principalmente redatte erano i regesti, in cui gli eventi erano narrati secondo una scansione per annum, ovvero anno per anno. Sallustio è dunque colui che introduce a Roma il genere monografico, che consiste nel raccontare solo un determinato fatto (come dirà lui nel De Catilinae coniuratione, cap. 4,2 - vedi la citazione sopra -, carptim = per episodi, monograficamente), arricchendolo di un'accurata indagine introspettiva atta a esaminare il contesto e le cause che hanno contribuito al suo scatenarsi.
Sallustio crea una storiografia di carattere politico e una storiografia di carattere filosofico. L'obiettivo di quest'ultima è storico, ma il risultato finisce per essere una filosofia della storia: il continuo scontro fra il bene e il male.

### De Catilinae coniuratione
(Sallustio, De Catilinae coniuratione, cap. 1, 4; trad. di L. Piazzi, La congiura di Catilina.)

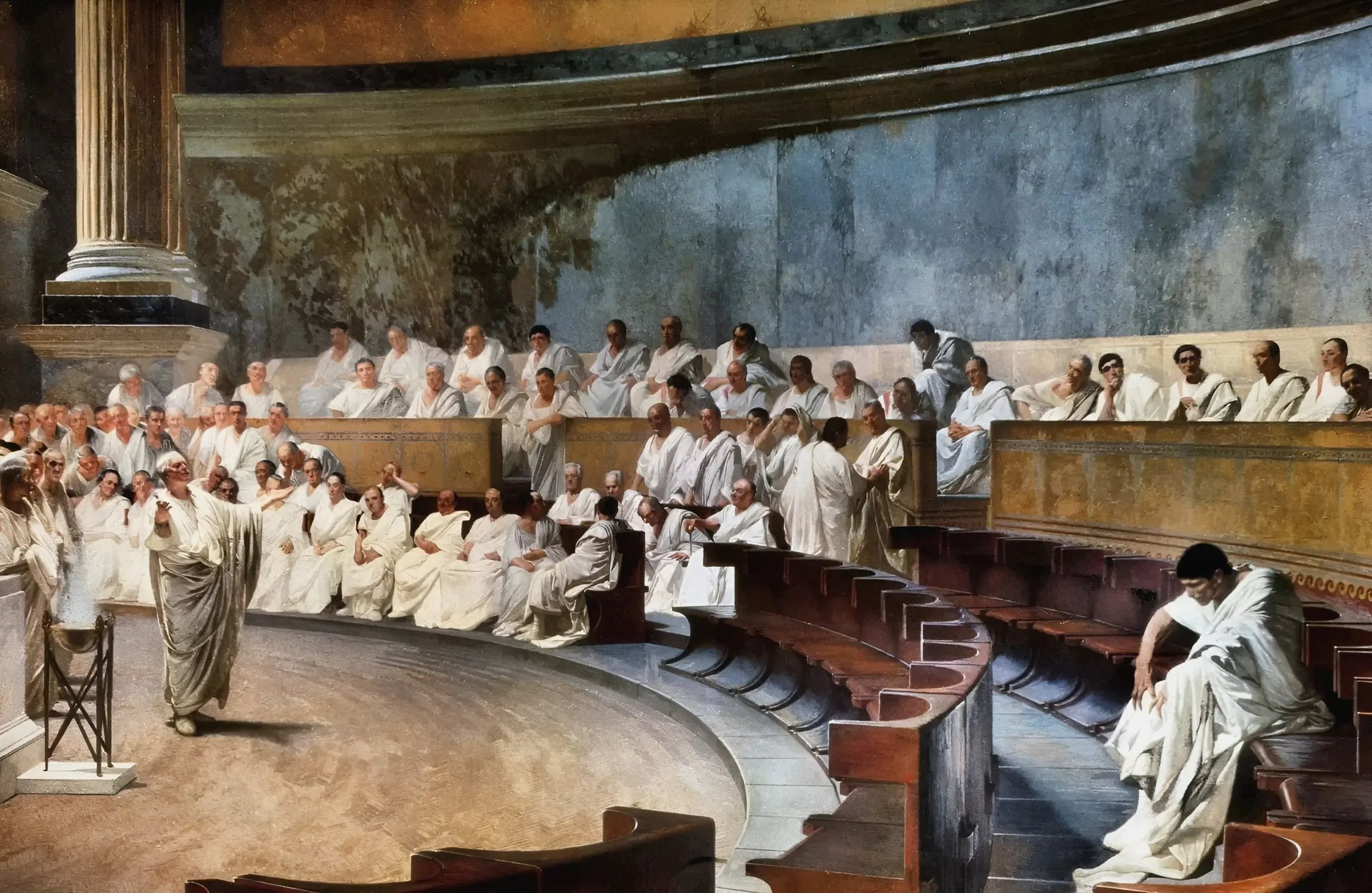
Cicerone denuncia Catilina in Senato, rivelando la sua congiura - 1880, affresco di Cesare Maccari - Roma, Palazzo Madama

Il De Catilinae coniuratione è la prima vera e propria monografia storica mai composta in tutto il mondo latino. L'opera, come si comprende dal titolo, tratta la congiura di Lucio Sergio Catilina e il moto che ne seguì nel 63-62 a.C. Alla trattazione della cospirazione, Sallustio fa precedere un'analisi della condotta cesariana del 66-63, dimostrata (anche se non lo fu realmente) del tutto esente da colpe nel tentativo insurrezionale e vista come unica valida alternativa al corrotto "regime dei partiti" («mos partium atque factionum») di cui auspica la fine, con conseguente riflesso sulle sue scelte politiche.
Dopo un proemio moraleggiante e filosofico, basato sull'affermazione che l'uomo è composto di anima e di corpo e che le facoltà spirituali devono prevalere su quelle fisiche (le facoltà spirituali principali sono l'attività politica, militare, oratoria e storiografica), tutta la prima parte restante dell'opera è, effettivamente, un'analisi psicologica e fortemente introspettiva della figura di Catilina e dell'inquietante fenomeno rivoluzionario, alla luce di un'archeologia della crisi, ovvero l'individuazione e l'esame dei vari fattori storici, morali e psicologici che hanno dato origine alla situazione attuale. Ne risulta perciò un quadro largamente dipinto a tinte fosche, ma estremamente vivace, di una società enormemente corrotta, su cui campeggia come figura dominante Catilina, definito un monstrum (una stranezza) in quanto riunisce nella sua complessa e contorta personalità caratteristiche diverse, persino opposte e contrastanti tra loro: è intelligente, coraggioso e malvagio; una figura sinistra, ma estremamente affascinante, al cui carisma sembra non riuscire a sottrarsi neanche lo stesso Sallustio. La descrizione di Catilina compare nei primissimi capitoli del libro, allo scopo di catturare l'interesse dei lettori, per poi fare una breve digressione nella disamina delle cause della congiura.
Accanto a Catilina si trovano poi altri personaggi "studiati" con simile interesse: i congiurati, tra cui campeggia Sempronia, Cicerone (per quanto ridimensionato) e soprattutto Cesare e Catone il Giovane, messi a confronto e visti ambedue come estremamente positivi, persino "complementari" per la salute della res publica di Roma, in quanto avevano una simile visione del mos maiorum: uno con la sua liberalitas, munificentia e misericordia; l'altro con la sua integritas, severitas, innocentia.
Come già si può desumere da quanto detto, il metodo e il fine adottati nell'analisi sono moralistici: Sallustio ritiene che l'antica grandezza della repubblica fosse garantita dall'integritas e dalla virtus dei cittadini, e vede nel successo, nella ricchezza e nel lusso (ambitio, avaritia atque luxus) le cause della decadenza e la possibilità di tentativi di "impadronirsi dello stato" (rei publicae capiundae) come quello di Catilina.

### Bellum Iugurthinum

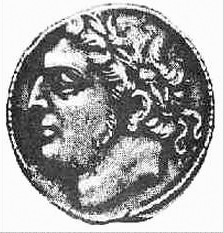
Moneta raffigurante Giugurta

Il Bellum Iugurthinum è la seconda monografia storica composta da Sallustio e narra, in 114 capitoli, la guerra combattuta dai Romani (111-105 a.C.) contro Giugurta, re di Numidia. Il pretesto bellico serviva però a mascherare un'altra guerra: quella interna, del popolo che combatteva la prepotenza della nobiltà senatoria, detentrice del monopolio delle imprese militari a vantaggio dei suoi appaltatori, avidi di nuovi guadagni provinciali. Non si trattò in questo caso di una guerra voluta dall'avaritia (per usare un termine sallustiano, nel significato di «avidità di denaro») della nobilitas. Infatti il Senato non aveva realmente alcun interesse in Africa e non avrebbe tratto grandi giovamenti a combattere sul fronte africano, lasciando invece scoperto il fronte settentrionale, minacciato da Cimbri e Teutoni, che proprio in quegli anni ne progettavano l'invasione. Nell'episodio di questa guerra sembra si possano scorgere le radici della corruzione della classe dirigente, con riflessi sulla politica interna ed estera. Sallustio vorrebbe dimostrare come la corruzione e l'incapacità siano state le cause della lentezza con cui venne condotta la guerra e dei suoi iniziali insuccessi.
I ceti più interessati alla campagna africana erano in realtà i cavalieri, sostenitori di una politica di sfruttamento delle risorse disponibili nel bacino del Mediterraneo, i ricchi mercanti italici, la plebe romana e italica che intravedeva la possibilità, con la conquista, di una distribuzione delle terre africane. In un quadro del genere è comprensibile come, dopo anni di guerriglia inconcludente, il conflitto sia stato portato a termine da un rappresentante delle forze interessate alla conquista, l'homo novus Gaio Mario, che Luciano Perelli descrive «di origine plebea, frugale ed energico, generoso con i soldati e pronto a condividerne le fatiche», e non da generali aristocratici, che Sallustio accusa di corruzione, incapacità e superbia, sebbene di Metello scriva che «possiede doti di integrità e perizia militare».
Anche in quest'opera è presente un forte taglio moralistico ed essenzialmente politico. Sallustio, capace da una parte di forti sintesi storiche, che tralasciano elementi essenziali all'analisi storica (come le descrizioni geografiche ed etnografiche, assenti o trattate poco), dall'altra rivela grande vigore polemico nel denunciare l'incompetenza della nobilitas nella conduzione della guerra, e la sua corruzione generale: egli valorizza le ragioni espansionistiche della classe mercantile, auspicando la nascita di una nuova aristocrazia, fondata sulla virtus. Sallustio apprezza quindi i valori che gli antenati hanno cercato di tramandare e di seguire; ma la corruzione ha ormai dilaniato l'intera res publica.

### Altre

#### Historiae

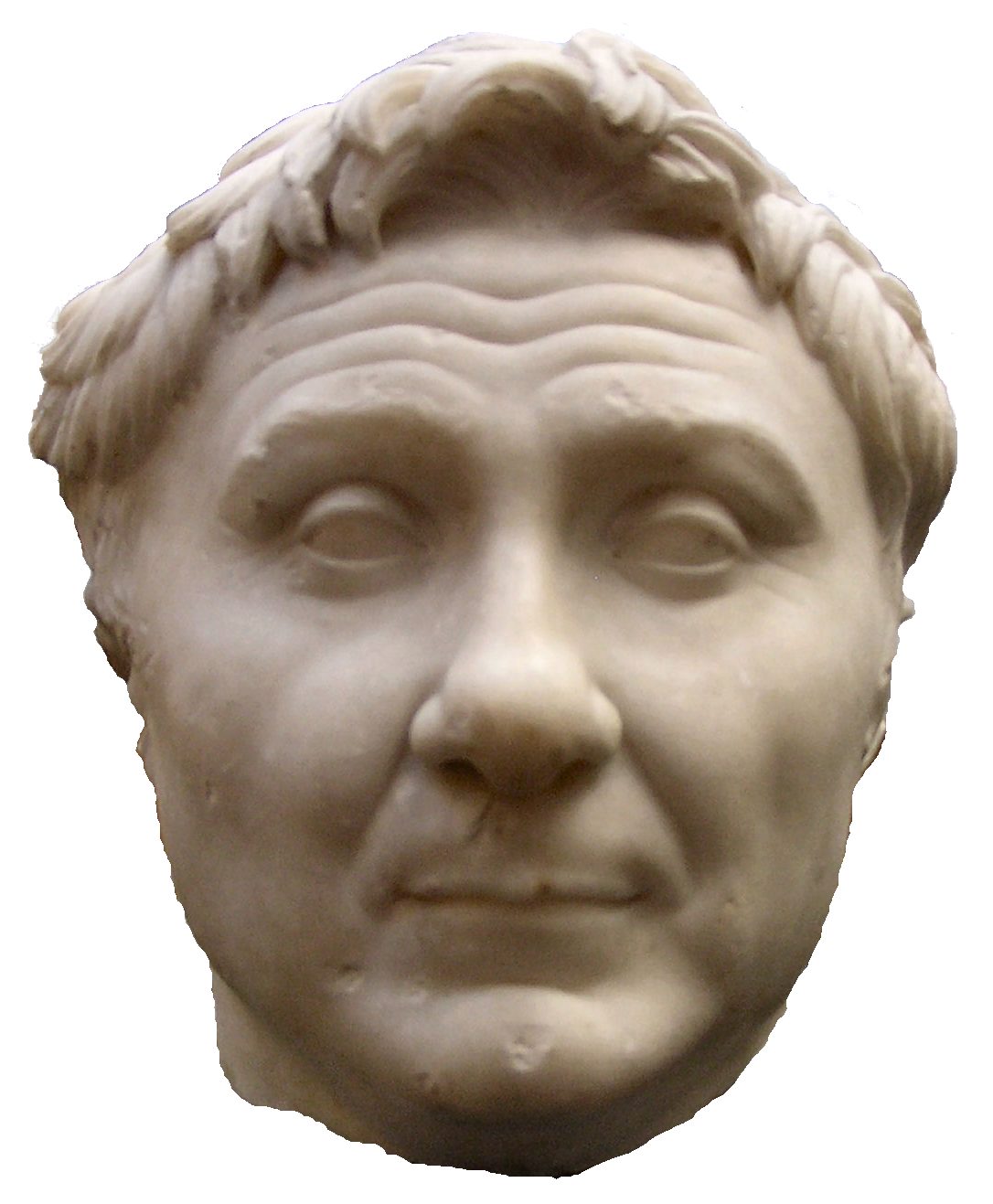
Busto marmoreo di Pompeo.

Dopo le due monografie Sallustio si cimentò anche in un'opera annalistica di più ampia portata, le Historiae. Esse dovevano narrare, secondo una scansione per annum, la storia dal 78 a.C., anno della morte di Silla (a questo punto terminano le Historiae scritte dallo storiografo Lucio Cornelio Sisenna, giunte incompiute, di cui Sallustio intendeva porsi come continuatore), fino al 67 a.C. (anno della vittoriosa campagna di Pompeo contro i pirati). Si tratta dunque del periodo che già nella prima monografia (De Catilinae coniuratione) era stato definito cruciale nel processo di progressiva corruzione e degenerazione dello Stato repubblicano.
Dell'opera, che Sallustio lasciò incompiuta, restano solo dei frammenti, comunque significativi (oltre cinquecento frammenti): ciò consente, almeno in parte, di ricostruirne la struttura complessiva. È certo che era strutturata in cinque libri (volumina) e che dopo il prologo iniziale seguiva un'ampia retrospezione sul mezzo secolo precedente di storia. Al centro del libro I campeggiava la figura di Silla; nel II dominavano le guerre di Pompeo in Spagna e in Macedonia, nel III la guerra mitridatica, la fine della guerra contro Sertorio e la rivolta di Spartaco; il libro IV abbracciava i fatti del periodo 72-70 a.C., con la conclusione della guerra servile; il V racconta l'esito della guerra di Lucullo e la guerra di Pompeo contro i pirati.
L'ampiezza dell'approfondimento storico-politico e la pregevolezza letteraria che contrassegna i frammenti sopravvissuti rendono la perdita delle Historiae una delle più gravi, assieme a quella degli Ab Urbe condita libri di Tito Livio, della letteratura latina. Alcuni frammenti superstiti sono di proporzioni piuttosto estese e riguardano quattro discorsi e due lettere, tramandati dall'uso scolastico delle scuole di retorica; fra i discorsi spicca quello di Lepido contro il sistema di governo dei sillani. Tra le lettere ha notevole rilievo l'epistola che Sallustio immagina scritta da Mitridate, re del Ponto, al re dei Parti Arsace XII, e che dà voce alla protesta dei provinciali contro il dispotismo romano.
Il quadro generale è improntato a un marcato pessimismo, dove Sallustio assiste impotente all'agonia della Repubblica romana; sulla scena si avvicendano solo avventurieri e corrotti, in un clima di grave decadenza. Infatti, dopo la morte di Cesare, non erano più pensabili per Sallustio attese o progetti di riscatto. La sua ammirazione va a quei ribelli che, come Sertorio, postosi a capo di un regno indipendente nella penisola iberica, contestano apertamente le istituzioni repubblicane, mettendosi però in luce grazie al proprio valore, non a manovre demagogiche. Pompeo invece viene caratterizzato in modo polemico: Sallustio, fedele alla sua politica pro Caesare, non manca di atteggiarlo come un attivista, che scatena le più basse passioni del popolo per meri fini politici.

#### Opere spurie e perdute
Vi sono anche varie opere erroneamente attribuite a Sallustio o andate irrimediabilmente perdute. Probabilmente non sono suoi gli scritti compresi nella cosiddetta Appendix Sallustiana: due Epistulae ad Caesarem senem de re publica, che rispecchiano comunque le idee e lo stile di Sallustio (la prima, che sarebbe stata scritta nel 46 a.C. suggerisce al dittatore l'esercizio della clemenza; la seconda, del 50 a.C. circa, è l'esposizione di un programma politico collegato ai populares) e l'Invectiva in Ciceronem, considerata autentica da Quintiliano, ma che è probabilmente opera di un retore d'età augustea, come le altre opere spurie che sono tutte, verosimilmente, esercitazioni scolastiche di età successiva.
In particolare, ciò che ci autorizza ad affermare che le due Epistulae non siano autentiche è l'appellativo senem attribuito a Cesare nel titolo: Cesare infatti non diventò mai propriamente senex (appellativo che i Romani attribuivano a persone che avevano superato i 65 anni), ma venne così nominato per distinguerlo dal figlio adottivo Ottaviano. Questo particolare rimanda però a un'età posteriore alla morte di Sallustio. Sallustio pronunciò anche orazioni, tutte però andate perdute. La notizia secondo cui lo storico avrebbe composto un poema filosofico sulle dottrine neopitagoriche dal titolo Empedoclea è un fraintendimento di epoca medioevale, poiché probabilmente l'opera fu scritta non da lui, ma da un suo omonimo, Gneo Sallustio, amico di Cicerone.

## Pensiero
La figura di Sallustio è fortemente rappresentativa della complessità e delle tensioni della societas romana, che, proprio durante la vita dell'autore, era protagonista di una gravissima crisi che portò al collasso della res publica e all'avvento del principatus con Ottaviano Augusto. In un tale intrigo di vicende, in cui era incredibilmente brutale la lotta per il potere e appariva evidente un quasi incolmabile vuoto di ideali, non era sicuramente agevole assumere una posizione ideologica definitiva. A riprova di ciò è possibile scorgere in Sallustio un'enorme contraddizione tra il suo comportamento politico e le dichiarazioni di principio. Il suo fu un comportamento da arrivista e opportunista senza scrupoli, e per ciò ricevette le adeguate condanne; al contrario le sue concezioni ideologiche sono improntate a un irreprensibile moralismo, con una forte nostalgia per le virtù antiche e un'altrettanto forte condanna del malcostume generale delle classi al governo di Roma.

### Storico per il bene dello Stato

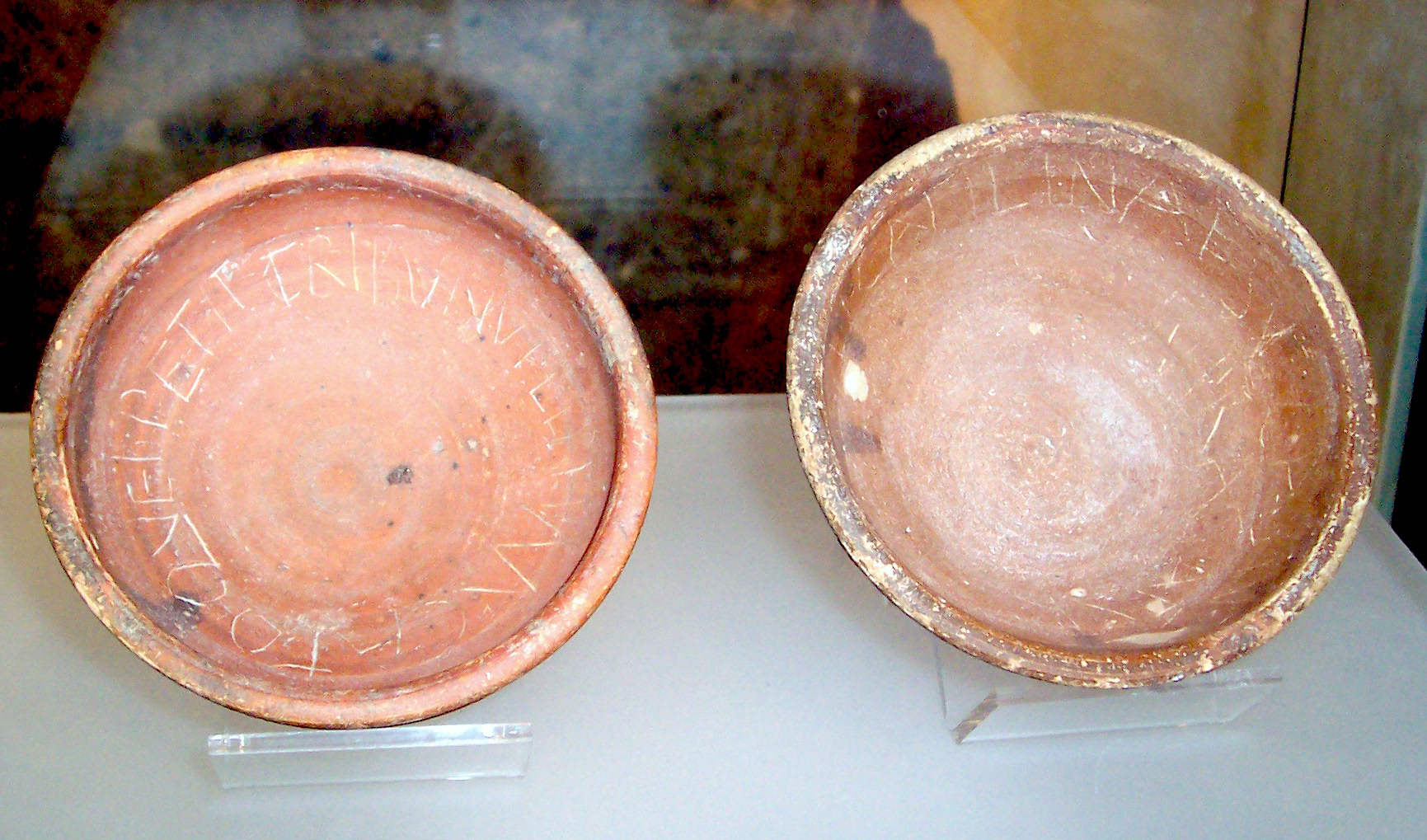
Coppe di propaganda elettorale di Catilina e Catone

Escludendo i due Commentarii di Cesare, Sallustio è il primo grande storico di Roma. Egli diede una svolta a quel processo di evoluzione della storiografia, intesa come un'opera nobilmente letteraria, come una rilettura degli eventi in chiave politica e come forma di intervento nella vita dello Stato, secondo la tradizione annalistica degli storici di classe senatoria dei secoli precedenti.
La finalità essenzialmente politica della riflessione storica sallustiana emerge in primo piano negli ampi proemi delle due monografie; in essi l'autore si sforza di giustificare l'approdo alla storiografia come un indiretto prolungamento e una forma sostitutiva di impegno politico. Sallustio sente il bisogno di chiarire al pubblico romano, tradizionalmente convinto che fare la storia sia più importante che scriverla, come la storiografia sia un modo diverso, ma non per questo inutile, di lavorare per il bene della civitas. In tal stesso senso è necessario interpretare la scelta del genere monografico, che costituiva per il pubblico romano (e senza veri precedenti neppure nella storiografia greca) una novità rispetto alla tradizionale impostazione annalistica.
Giustificabile anche per ragioni puramente letterarie (all'epoca dei poetae novi, dominata dal nuovo gusto alessandrino, infatti era viva la richiesta di opere brevi e più elaborate), questa scelta si spiega soprattutto per la sua funzione chiarificatrice e didattica nei confronti dei lettori, poiché favorisce il focalizzare l'attenzione su un singolo e specifico problema storico, prestandosi a mirate riflessioni sulla storia di Roma, specie sul piano sociale e istituzionale.
L'indagine storica si trasforma così in un'illustrazione della crisi della res publica oligarchica e nella ricerca delle radici profonde di tale crisi; pur limitando l'attenzione su due argomenti ritenuti «minori» dal punto di vista storico, come la congiura di Catilina e lo scandalo della guerra giugurtina, Sallustio approfondisce in maniera analitica le dinamiche alla base di quel processo drammaticamente in atto che stava producendo lo sfaldamento, morale prima ancora che istituzionale, delle basi dello Stato repubblicano, che sfoceranno nel crollo della repubblica e nell'avvento dell'impero.

### Messaggero del crollo dellares publica
Se dunque la crisi della res publica è il problema che le due monografie individuano con estrema sistematicità di riflessione, l'autore evita però accuratamente di isolare tale tematica, scegliendo invece, per maggiore efficacia di analisi, di collocarla sullo sfondo di una visione più organica della storia romana. Tale visione d'insieme emerge in alcuni momenti salienti delle due opere; per il resto Sallustio procede per quadri emblematici e approfonditi.

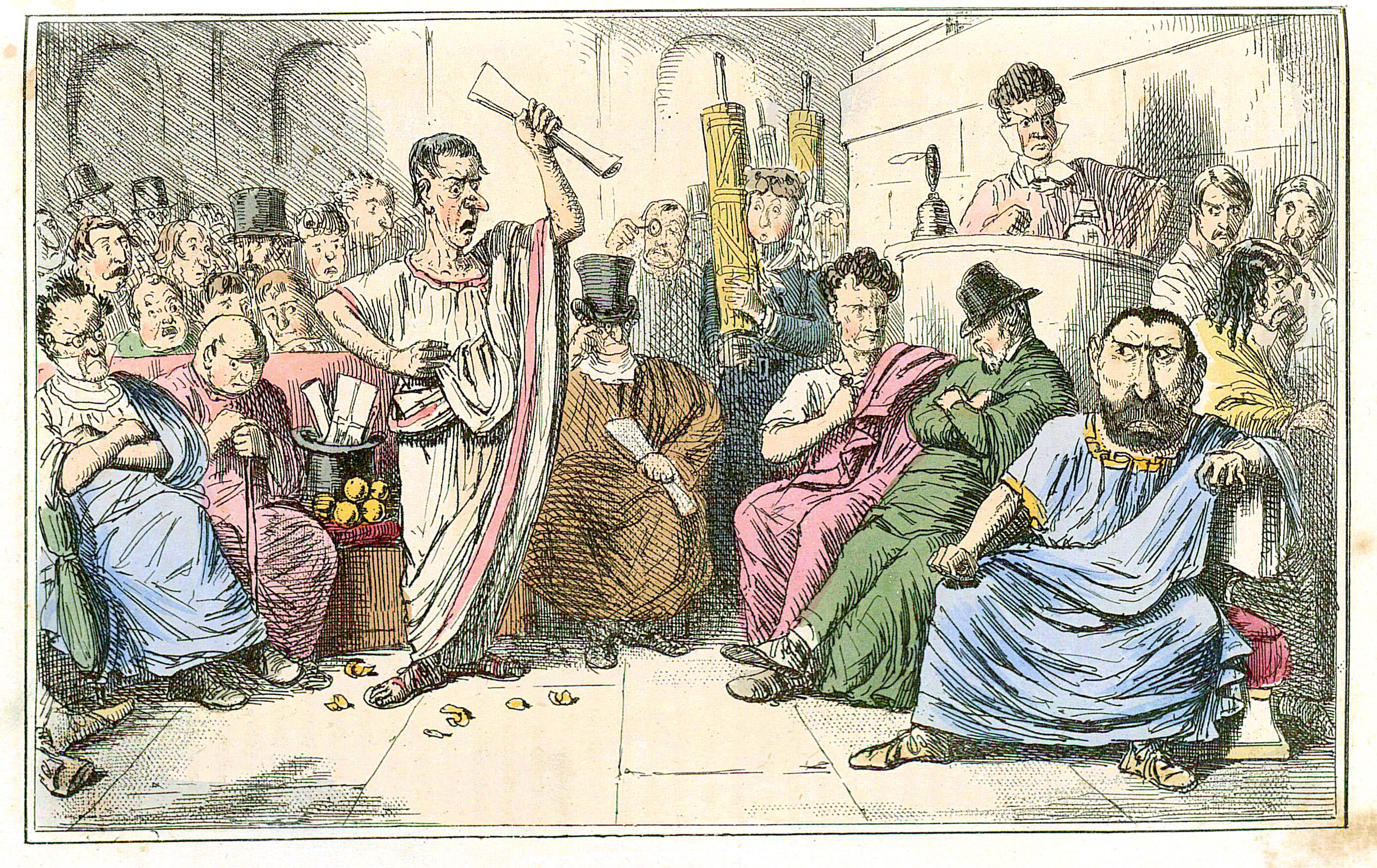
Caricatura ottocentesca della scoperta da parte di Cicerone della congiura di Catilina

Nel De Catilinae coniuratione l'autore si sofferma a rappresentare i mali nascosti di una società divenuta ricca e potente dopo le vittorie su nemici esterni (soprattutto i Cartaginesi), ma che poi aveva abbandonato i valori alla base di questi successi: giustizia, disinteresse, rettitudine, severità di vita, altruismo, e cioè i valori alla base del mos maiorum tradizionale. Pagine decisive in questo senso si leggono nell'«archaeologia»: dopo aver abbandonato questi ideali, la città si era divisa in factiones.
È il tema dell'altra digressione, di grande tensione etico-politica, posta poco oltre la metà dell'opera, che ripercorre le cause che spinsero la plebe a dar credito alla rivoluzione di Catilina. La nobilitas corrotta, invece di costituire, come in passato, la guida sicura dello Stato, poteva ormai piegarsi a forme di vera criminalità politica: Catilina è l'incarnazione del pericolo eversivo che minacciava ormai apertamente la res publica.
Nel Bellum Iugurthinum Sallustio si concentra su un'epoca precedente, in un momento di ritorno alle origini del male che, si presuppone, potrà essere vinto qualora se ne estirpino le radici. Nella digressione ai capitoli 41-42 l'autore denuncia lo stato di corruzione in cui versava l'aristocrazia romana del tempo della guerra giugurtina: qui, a suo giudizio, va rintracciata l'origine della fiacca condotta di guerra, e, più in generale, dei mali della res publica.
Accanto alla prima vittoriosa resistenza dei populares, si delinea nell'opera quella radicalizzazione dello scontro politico nelle due opposte fazioni che avrebbe condotto alle successive fasi della crisi istituzionale, dalla guerra civile tra Mario e Silla (di cui il Bellum Iugurthinum costituisce di fatto il preambolo) alla coniuratio capeggiata da Catilina, fino al conflitto generalizzato tra Cesare e Pompeo. Infine, nelle Historiae, lo scrittore ha abbozzato il quadro «mondializzato» di una crisi che pare irreversibile. Il processo di disgregazione della res publica si allarga alle dimensioni del bacino del Mediterraneo e insieme si carica, nei frammenti a noi giunti, di un amaro, "cosmico", pessimismo.

### Accuse contro lanobilitas

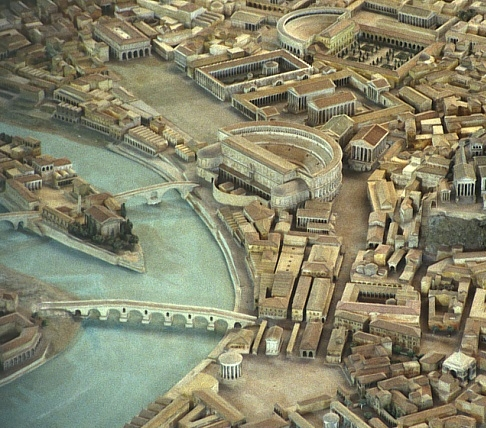
Ricostruzione di Roma antica

Da questo organico quadro storico-politico, che nell'arco delle tre opere sembra via via precisarsi e approfondirsi, emerge che le cause principali del male dello Stato risiedono nell'ambitio (la sete di potere) e nell'avaritia (la brama di denaro) dell'aristocrazia senatoria. Sallustio punta il dito impietosamente contro i demagoghi, che aizzavano il popolo con false promesse, e contro i nobili, che si facevano velo della dignità senatoria per consolidare ed estendere ricchezze e domini. Specialmente dopo la dittatura sillana, la nobilitas senatoria, perduto ogni freno e ormai pronta a ogni compromesso e a ogni avventura politica, trova una grande polveriera nel panorama sociale e umano largamente variegato di Roma, punto d'incontro di diseredati, nullatenenti, contadini impoveriti, ex possidenti indebitati, liberti senza patroni. Fuori da Roma, i provinciales (le popolazioni provinciali) non tolleravano più le angherie dei governanti, mentre gli schiavi costituivano una riserva a basso prezzo per le rivolte.
Questa «diagnosi», spassionata e per certi versi crudele, è ben intonata a quell'andamento «drammatico» che è una caratteristica fondamentale della storiografia sallustiana. Peraltro l'autore evita di scendere fino in fondo nella sua analisi, non volendo svelare l'insostenibile disparità per cui, nel tramonto della res publica, i ricchi erano sempre più ricchi e potenti (che lo stesso definisce factiosi, potentiores e pauci), e i poveri sempre più poveri e privi di speranze. Tuttavia egli rimane fondamentalmente un moderato; non desidera il sovvertimento delle basi sociali dello Stato e punta piuttosto a individuare le cause morali che sono all'origine della malattia di Roma. La sua analisi giunge dunque a toccare alcuni aspetti socio-economici della crisi ed è anche questa una rilevante novità della monografia sallustiana.

### Rimedi contro la corruzione del Senato
Quanto ai rimedi, Sallustio auspica la fine del «mos partium et factionum» ("regime dei partiti e delle fazioni") e l'avvento di un potere super partes, nelle mani di Cesare, che dia corpo a un programma di riordinamento dello Stato e di rinsaldamento delle sue strutture sociali. Oltre a ristabilire la concordia tra i ceti possidenti (un celebre invito alla concordia viene rivolto da Micipsa al propri figli: «nam concordia paruae res crescunt, discordia maximae dilabuntur», «la concordia fa prosperare anche i piccoli stati, la discordia fa crollare anche i più grandi»), bisogna ampliare la base senatoria, "arruolando nuove leve" dall'élite municipale. Erano questi i punti salienti del programma intrapreso da Cesare nella breve durata della sua dittatura ed è ben noto che Sallustio, oltre a essere fiero oppositore della classe senatoria, era un aperto sostenitore della politica cesariana. Il piano riformista di Cesare si basava sull'alleanza di classe tra gli equites (che detenevano in esclusiva il monopolio commerciale) e l'allora potentissimo esercito.
Si trattava di un disegno antinobiliare e antisenatoriale, un disegno che Cesare aveva tentato di rendere più accettabile, a differenza delle soluzioni più radicali della politica dei Gracchi, evitando di intaccare i privilegi dei ceti possidenti della penisola, a cui lo stesso Sallustio apparteneva. Verso i due celebri fratelli tribuni della plebe Sallustio mostra un'aperta diffidenza: a suo avviso non la rivoluzione sociale, la distribuzione delle terre ai nullatenenti o la cancellazione dei debiti potevano costituire il rimedio alla crisi, bensì l'ampliamento della classe dirigente e, soprattutto, la sua profonda rigenerazione morale.

## Stile
(Vittorio Alfieri, Della congiura di Catilina, traduzione del Bellum Catilinae: Prefazione; Firenze, 1798)
Sallustio è considerato il rinnovatore della storiografia latina. Il suo stile è fondato sull'inconcinnitas
e trae origine da due illustri modelli: lo storico greco Tucidide, e in particolare il suo capolavoro Περὶ τοῦ Πελοποννησίου πoλέμου (pron. Perì tū Peloponnēsìū polèmū, "La guerra del Peloponneso") e il noto predecessore Marco Porcio Catone, detto il Censore (234-149 a.C.); da quest'ultimo prese lo sdegno contro quei nobili che avevano tradito il codice morale del mos maiorum.

### Modelli

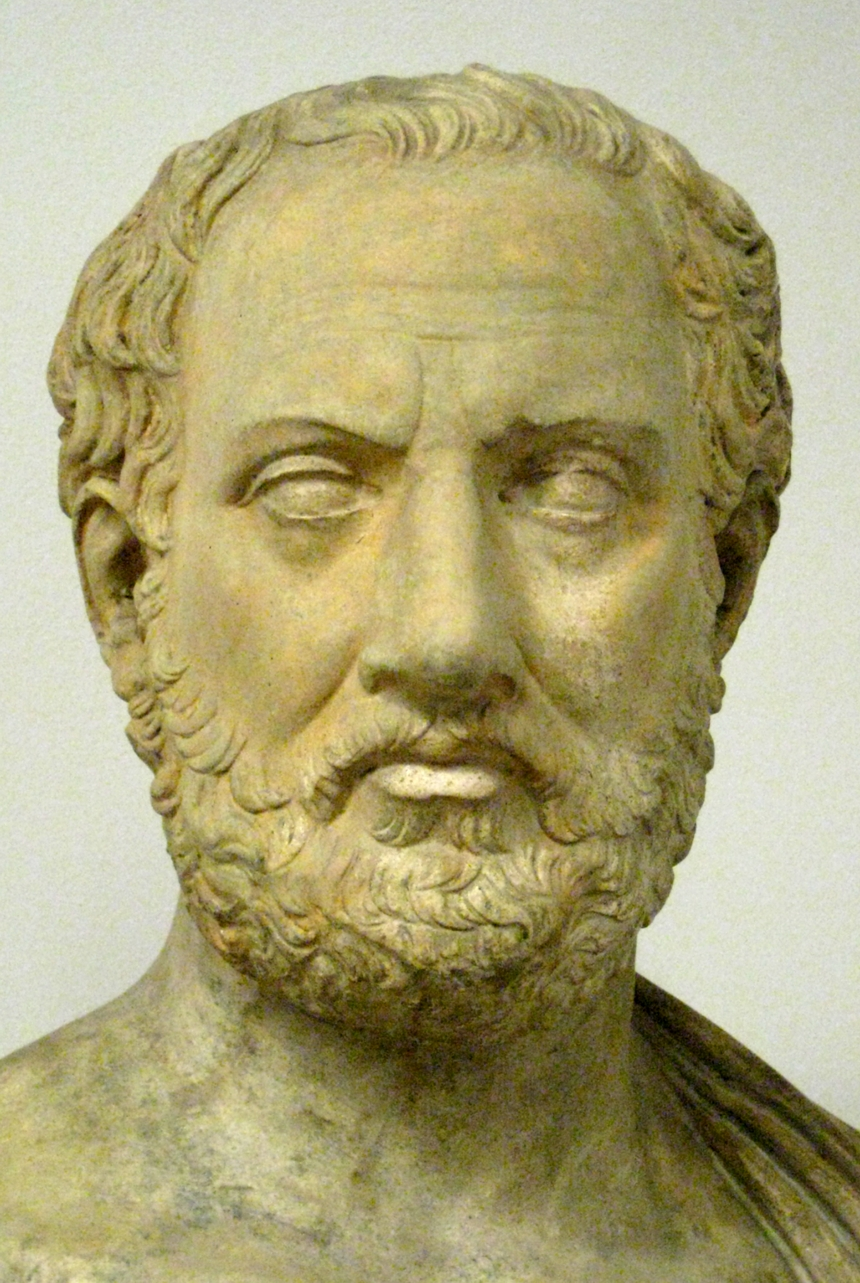
Busto di Tucidide

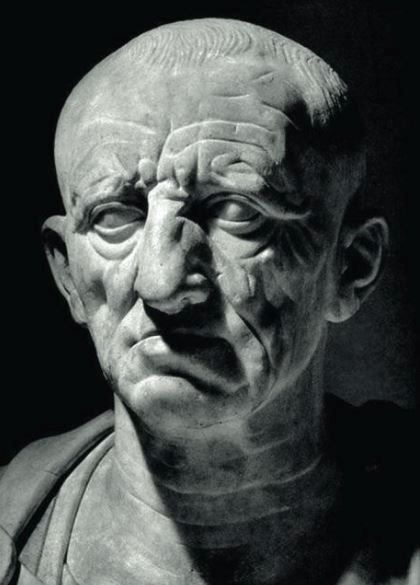
Ritratto di Marco Porcio Catone

Sallustio attinge dallo storico greco la capacità di ampliare la portata di un fatto per inserirlo in un più vasto contesto di cause: è quello che fa in particolare nell'«archeologia», nel sesto capitolo del De Catilinae coniuratione, dove imita coscientemente la vasta ricognizione tucididea della storia arcaica greca presente nel primo capitolo dell'opera incentrata sulla guerra del Peloponneso, oppure nei discorsi dei protagonisti, vere e proprie pause d'interpretazione dei fatti oltre che pezzi di grande foggia retorica.
Da Catone invece prende la concezione moralistica della storia come edificazione morale collettiva, e quindi come celebrazione nostalgica e severa di un passato glorioso da opporre agli elementi disgregativi che funestano la civitas contemporanea. Non a caso nell'«archaeologia» la ricerca delle cause più profonde, di stampo tucidideo, si unisce con i toni solenni della denuncia della crisi del mos maiorum, derivati da Catone.

### Inconcinnitase particolarità stilistiche
Al contrario di Cicerone che si esprimeva con uno stile ampio, articolato, ricco di subordinazione, Sallustio preferisce un discorso irregolare, pieno di asimmetrie, antitesi e variazioni di costrutto; tale stile prende nome di inconcinnitas (disarmonia). La padronanza di una tecnica simile crea un effetto di gravitas, producendo un'immagine essenziale di quello che si descrive.
(Seneca, Epistolae ad Lucilium 114,17)
Da Tucidide, Sallustio prende l'essenzialità espressiva, le sentenze brusche ed ellittiche, l'irregolarità e variabilità (variatio) del testo, un periodare paratattico, pieno di frasi nominali, omissione dei legami sintattici, ellissi dei verbi ausiliari (con un uso ritmato e continuo dell'infinito narrativo e del chiasmo): sono evitate le strutture bilanciate e le clausole ritmiche del discorso oratorio. Da Catone prende l'eloquio solenne, moralmente atteggiato, una lingua a volte severa e aulica, a volte popolare, ruvida nelle forme, austera e dalla pàtina arcaica, come nel lontano modello epico che anticipa la storiografia nella narrazione delle gesta collettive. Il periodare essenziale è arricchito dagli arcaismi, che esaltano le frequenti allitterazioni e asindeti.
Abbondano in particolare:

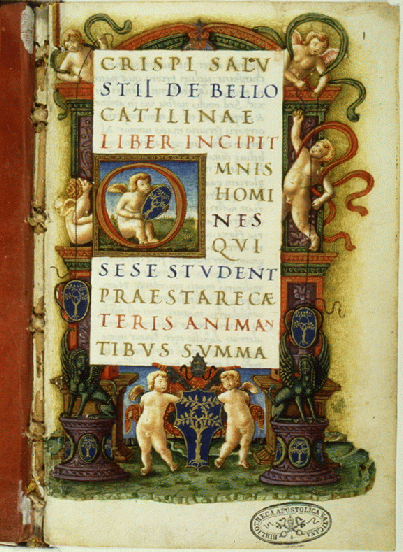
Frontespizio miniato di un manoscritto del De bello Catilinae, copiato da Bartolomeo San Vito per Bernardo Bembo nel 1471-84, custodito nella Biblioteca Apostolica Vaticana

- gli arcaismi grafici: es. novos (per novus, nuovo), pessumus (per pessimus, pessimo), lubido (per libido, piacere), advorsus (per adversus, contro), vostra (per vestra, vostra);
- gli arcaismi morfologici: -ēre alla terza persona plurale del perfetto indicativo (al posto di -erunt); -is all'accusativo plurale dei sostantivi con tema in -i (es. omnis per omnes, tutti); -i al genitivo e -u al dativo singolare dei sostantivi della IV declinazione (es. senati per senatus, del senato; luxu per luxui al lusso); il dativo del pronome relativo quis (per quibus, ai quali); il congiuntivo forem (per essem, che io fossi); altre forme non assimilate, come conruptus (per corruptus, corrotto);
- gli arcaismi lessicali: la desinenza più solenne -udo per -tas (es claritudo per claritas, fama); la desinenza -mentum per -men (cognomentum per cognomen, cognome); i poeticismi (mortalis per homo, uomo, essere umano; algor per frigus, freddo).
- le inversioni dei costrutti classici: es. militiae et domi (per domi militiaeque, in pace e in guerra);
- le variationes: es. pars... alii (per il più frequente alii... alii, alcuni... altri).

Si tratta dunque di uno stile arcaizzante ma nello stesso tempo innovatore, capace di introdurre un lessico e una sintassi in contrasto con gli standard del linguaggio letterario dell'epoca. Sallustio evita di riproporre gli effetti drammatici dello stile tragico tradizionale, preferendo suscitare emozioni partendo da una descrizione realistica dell'evento (più volte definita "sobrietà tragica") e puntando a una grande drammatizzazione dell'avvenimento, ricca di pathos.

## Eredità sallustiana

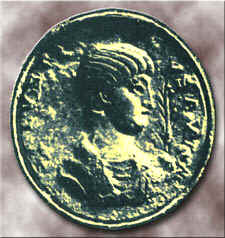
Effigie di Sallustio in un medaglione

Già dall'antichità fu riconosciuta a Sallustio una certa fama che col tempo non è andata scemando. Nel periodo immediatamente successivo alla morte di Sallustio, circola contro di lui una Invectiva in Sallustium, erroneamente attribuita a Cicerone e considerata l'accesa replica all'Invectiva in Ciceronem, anch'essa di dubbia origine; ma pare si tratti in entrambi i casi di un falso preparato in una scuola di retorica. In seguito il commediografo Leneo si avventa contro di lui scagliandogli una satura, con la quale lo accusa di aver saccheggiato e defraudato Cicerone.
Apprezzato da Marziale e Quintiliano, ma criticato piuttosto aspramente da Tito Livio e Asinio Pollione per l'eccessivo arcaismo, Tacito lo prende a modello del suo "moralismo tragico" per comporre il De vita et moribus Iulii Agricolae (Vita e costumi di Giulio Agricola), nel quale accende un'aspra polemica contro l'avida politica imperialistica di Roma, prendendo spunto dall'analoga denuncia nel Bellum Iugurthinum. Fu celebrato e ampiamente imitato nell'età degli Antonini (Antonino Pio, Marco Aurelio e Commodo). Zenobio, paremiografo greco, traduce nella sua lingua tutti gli scritti sallustiani.
Fu apprezzato sia da pagani sia da cristiani dal quarto secolo in poi (come Ammiano Marcellino, o i padri della chiesa come Ambrogio, Girolamo e Agostino) e fu ripreso sia nel Medioevo per i contenuti morali sia in età umanistica per il pessimismo moralistico e la sentenziosità; lo apprezzò molto anche Brunetto Latini, precettore di Dante Alighieri. Durante l'epoca umanistica viene preso come modello per la prosa assieme a Tacito, in particolar modo da Leonardo Bruni e Angelo Poliziano. Proprio il Poliziano scrisse nel 1478 un commentarium (Pactianae coniurationis commentarium), di stile e argomentazione sallustiana, riguardante la congiura dei Pazzi.
Tuttavia a partire dalla seconda metà del Cinquecento a lui verrà preferito Tacito, sia come approccio linguistico sia come stile. Nel Settecento Vittorio Alfieri curerà due traduzioni in italiano delle monografie sallustiane. Il filosofo tedesco Friedrich W. Nietzsche riconoscerà - nel «Crepuscolo degli Idoli» - a Sallustio il merito di averlo destato nel gusto per lo stile, «dell'epigramma come stile». Tutt'oggi Sallustio è oggetto di studi presso i licei e le università, in quanto è uno dei più importanti storici di tutto il mondo latino.
Nel 1903 il comune dell'Aquila, per commemorare Sallustio, commissionò la realizzazione della statua monumentale per opera dello scultore Cesare Zocchi, collocata in piazza del Palazzo; nel 1941 gli fu intitolata anche una strada nel centro storico del capoluogo abruzzese.

### Fonti storiografiche
Fonti primarie
- (GRC) Plutarco, Vitae Parallelae.  ((EN)  Lives  — traduzione in inglese di John Dryden).
- Quintiliano, Institutio oratoria. ((EN)  Institutio oratoria — traduzione in inglese su LacusCurtius).
- Tacito, Annales. 
  - (EN)  Annals  — traduzione in inglese di Alfred J. Church e William J. Brodribb.
- Tacito, De vita et moribus Iulii Agricolae.  ((EN)  De vita et moribus Iulii Agricolae  — traduzione in inglese di Alfred John Church e William Jackson Brodribb).

Fonti storiografiche moderne
- Ronald Syme, Sallust, University of California Press, 1964.
- Augusto Camera, Renato Fabietti, Elementi di storia antica, vol II - ROMA, Bologna, Zanichelli, 1969.
- Luciano Perelli, Antologia della letteratura latina, Torino, Paravia, 1972, ISBN 88-395-0059-6.
- Luciano Perelli, Storia della letteratura latina, Paravia, 1969, ISBN 88-395-0255-6.
- Lao Paletti, Corso di lingua latina. I. Fonetica, Morfologia, Sintassi, Torino, Paravia, 1974, ISBN 88-395-0387-0.
- Lidia Storoni Mazzolani, Prefazione a La guerra di Giugurta, Milano, Rizzoli Editore, 1976.
- Luigi Castiglioni, Scevola Mariotti (con la collaborazione di Arturo Brambilla e Gaspare Campagna), IL – Vocabolario della lingua latina, Torino, Loescher, 1990.
- Lodovico Griffa, Latino – Teoria, Firenze, La Nuova Italia, 1990, ISBN 88-221-0670-9.
- Alfonso Traina, Giorgio Bernardi Perini, Propedeutica al latino universitario, Bologna, PATRON editore, 1995, ISBN 88-555-2307-4.
- Gian Biagio Conte, Letteratura latina, Firenze, Le Monnier, 2001, ISBN 88-00-42156-3.
- Angelo Roncoroni, Sallustio (modulo 9), in Studia Humanitas. Lo sviluppo culturale dell'età repubblicana, vol.2, Milano, Carlo Signorelli Editore, 2002.
- Campanini, Carboni, NOMEN - Il nuovissimo Campanini Carboni. Latino Italiano - Italiano Latino, Torino, Paravia, 2003, ISBN 88-395-5150-6.
- Annalisa Tortoriello, I fasti consolari degli anni di Claudio, Accademia nazionale dei Lincei, 2004, ISBN 978-88-218-0917-0.
- Hugh Lindsay, Adoption in the Roman World, Cambridge University Press, 2009, ISBN 978-0-521-76050-8.